# Зуков
Зуков (нем. Sukow) — община в Германии, в земле Мекленбург-Передняя Померания.
Входит в состав района Пархим. Подчиняется управлению Банцков.  Население составляет 1515 человек (на 31 декабря 2010 года). Занимает площадь 21,35 км².